# 西本郷町 (岡崎市)
西本郷町（にしほんごうちょう）は、愛知県岡崎市の地名。

## 地理

### 学区
|      | 小学校               | 中学校             | 高等学校 |
| ---- | -------------------- | ------------------ | -------- |
| 全域 | 岡崎市立矢作西小学校 | 岡崎市立矢作中学校 | 三河学区 |

### 字一覧
- 川原田 （かわらだ）[WEB 8]
- 北岩戸（きたいわと）[WEB 8]
- 座主（ざす）[WEB 8]
- 社口（しゃぐち）[WEB 8]
- 水門（すいもん）[WEB 8]
- 谷田（たにだ）[WEB 8]
- 長田（ちょうだ）[WEB 8]
- 西岩戸（にしいわと）[WEB 8]
- 蓮沼（はすぬま）[WEB 8]
- 東岩戸（ひがしいわと）[WEB 8]
- 平田（ひらた）[WEB 8]
- 船原（ふなばら）[WEB 8]
- 御立（みたち）[WEB 8]
- 南岩戸（みなみいわと）[WEB 8]
- 宮崎（みやざき）[WEB 8]
- 宮地（みやじ）[WEB 8]
- 山下（やました）[WEB 8]
- 和志山（わしやま）[WEB 8]

## 歴史

### 人口の変遷
国勢調査による人口および世帯数の推移。
| 1995年（平成7年）  | 494世帯 1667人 |  |
| 2000年（平成12年） | 507世帯 1601人 |  |
| 2005年（平成17年） | 517世帯 1581人 |  |
| 2010年（平成22年） | 546世帯 1581人 |  |
| 2015年（平成27年） | 580世帯 1577人 |  |
| 2020年（令和2年）  | 588世帯 1567人 |  |

### 沿革
- 天正年間 - 三河国碧海郡本郷村が東西分裂し、同郡西本郷村が成立[1]。当時は岡崎藩領[1]。
- 寛文2年 - 暮戸村が分立する[1]。
- 寛文4年 - 旗本水野氏の知行となる[1]。
- 1869年（明治2年） - 上総菊間藩領となる[1]。
- 1889年（明治22年） - 碧海郡本郷村大字西本郷となる[1]。
- 1906年（明治39年） - 碧海郡矢作町大字西本郷となる[1]。
- 1955年（昭和30年） - 岡崎市西本郷町となる[1]。

## 施設
- 和志取神社
- 蓮華寺
- 和志山古墳

## 主な出身者
- 岡村孝子（シンガーソングライター、あみん）

### WEB
1. ↑  “愛知県岡崎市の町丁・字一覧”.   人口統計ラボ. 2024年3月2日閲覧。
2. 1 2  総務省統計局 (2022年2月10日). “令和2年国勢調査の調査結果(e-Stat) - 男女別人口，外国人人口及び世帯数－町丁・字等” (CSV). 2023年8月2日閲覧。
3. ↑  “愛知県岡崎市の郵便番号一覧”.   日本郵便. 2024年3月2日閲覧。
4. ↑  “市外局番の一覧” (PDF).   総務省 (2022年3月1日). 2022年3月22日閲覧。
5. ↑  “ナンバープレートについて”.   一般社団法人愛知県自動車会議所. 2024年1月21日閲覧。
6. ↑  岡崎市教育委員会事務局学校指導課 (2022年12月26日). “岡崎市立小学校の通学区域” (PDF).   岡崎市. p. 5. 2024年4月7日閲覧。
7. ↑  岡崎市教育委員会事務局学校指導課 (2022年12月26日). “岡崎市立中学校の通学区域” (PDF).   岡崎市. p. 1. 2024年4月7日閲覧。
8. 1 2 3 4 5 6 7 8 9 10 11 12 13 14 15 16 17 18  “愛知県岡崎市西本郷町の住所一覧”.   ゼンリン. 2024年4月7日閲覧。
9. ↑  総務省統計局 (2014年3月28日). “平成7年国勢調査の調査結果(e-Stat) - 男女別人口及び世帯数 －町丁・字等” (CSV). 2021年7月20日閲覧。
10. ↑  総務省統計局 (2014年5月30日). “平成12年国勢調査の調査結果(e-Stat) - 男女別人口及び世帯数 －町丁・字等” (CSV). 2021年7月20日閲覧。
11. ↑  総務省統計局 (2014年6月27日). “平成17年国勢調査の調査結果(e-Stat) - 男女別人口及び世帯数 －町丁・字等” (CSV). 2021年7月21日閲覧。
12. ↑  総務省統計局 (2012年1月20日). “平成22年国勢調査の調査結果(e-Stat) - 男女別人口及び世帯数 －町丁・字等” (CSV). 2021年7月21日閲覧。
13. ↑  総務省統計局 (2017年1月27日). “平成27年国勢調査の調査結果(e-Stat) - 男女別人口及び世帯数 －町丁・字等” (CSV). 2021年7月21日閲覧。

### 書籍
1. 1 2 3 4 5 6 7 8  「角川日本地名大辞典」編纂委員会 1989, p. 1019.